# Selección de fútbol sub-20 de Alemania Democrática
La Selección de fútbol sub-20 de Alemania Democrática, conocida también como la Selección juvenil de fútbol de Alemania Oriental, era el equipo que representaba a aquel país en la Copa Mundial de Fútbol Sub-20 y en la Eurocopa Sub-19, y era controlada por la Federación de Fútbol de la Alemania Democrática.

## Palmarés
- Eurocopa Sub-19 (3): 1965, 1970, 1986

## Estadísticas

### Mundial Sub-20
- De 1977 a 1985 : No clasificó
- 1987: Tercer lugar
- 1989: Fase de grupos

## Jugadores destacados
| - Dariusz Wosz - Dirk Schuster | - Matthias Sammer - Thomas Ritter |